# آنا ماریا ریتسولی
آنا ماریا ریتسولی (ایتالیایی: Anna Maria Rizzoli؛ ‏ تلفظ ایتالیایی: [ritˈtsɔli]؛ زادهٔ ۲۶ اوت ۱۹۵۳) بازیگر اهل ایتالیا است.
ریتسولی کار خود را به عنوان مدل برای عکاسی گلامور آغاز کرد و در نیمه دوم دهه ۱۹۷۰ وارد صنعت سینما شد و به ستارهٔ فیلم‌های کمدی سکسی سبک ایتالیایی تبدیل شد. او همچنین در تلویزیون هم فعالیت داشت و در چندین سریال تلویزیونی نقش‌آفرینی نمود و مجری برخی از برنامه‌های تلویزیونی بود، از جمله اجراکنندهٔ جشنواره موسیقی سانرمو در سال ۱۹۷۹ که در کنار جورجو استلر آن را اجرا کردند.

## گزیدهٔ نقش‌آفرینی‌ها
- یک هفته کنار دریا (۱۹۸۱)
- تعطیلات کاکتوسی (۱۹۸۱)
- تعطیلات زمستانی (۱۹۸۰)
- خدمتکار، گردشگران را اغوا می‌کند (۱۹۸۰)
- همسفر (۱۹۸۰)
- دانش‌آموز رفوزه به آقای مدیر چشمک زد (۱۹۸۰)
- خانم معلم و همه کلاس در ساحل (۱۹۸۰)
- رو به جلو… حرکت! (۱۹۷۹)
- ببخشید شما نرمال هستید؟ (۱۹۷۹)
- پلی متل (۱۹۷۹)